# Ти прекрасний! (серіал)
Ти прекрасний! (кор. 미남이시네요, ханча: 美男이시네요) — південнокорейський серіал, що розповідає історію про відомий гурт A.N.JELL та сестру-близнючку Ко Мі Ньо одного з його учасників, якій за певних обставин прийшлося видавати себе за свого брата. Серіал виходив на телеканалі SBS щосереди і щочетверга з 7 жовтня по 26 листопада 2009. У головних ролях Чан Гин Сок, Пак Сін Хє, Чон Йон Хва та Лі Хон Ґі.

## Сюжет
У дитинстві близнюки Ко Мі Нам і Ко Мі Ньо втратили батька після чого вони потрапили у будинок дитини. Подорослішавши, його сестра Ко Мі Ньо вирішила стати монахинею у церкві, а брат Ко Мі Нам пройшов вокальне прослуховування до агентства A.N Entertainment та став новим учасником у гурті A.N.JELL. Однак, незадовго після цього він робить пластичну операцію у США, де також і відходить від її наслідків. Але затримувати приєднання Мі Нам до гурту A.N.JELL неможливо, тому менеджер Мі Нам, Ма Хун І вирішує звернутися по допомогу до його сестри. Спершу сестра відмовляється від пропозиції, але пізніше все ж вирішує видати себе за свого брата з надією знайти свою маму. Таким чином Мі Ньо під виглядом Мі Нам доєднується до гурту A.N.JELL, однак не всі раді новому учаснику в гурті. Хван Тхе Ґьон невдоволений розширенням гурту на ще одного учасника, тому постійно ускладнює життя Мі Нам, коли його побратими по гурту навпаки лояльно ставляться до нього. Тепер Мі Ньо намагається вижити в новому середовищі і при цьому не розкрити своєї таємниці, а також сподівається знайти свою маму.

## Акторський склад

### Головні ролі
- Пак Сін Хє як Ко Мі Нам/Ко Мі Ньо[2][3]

Ко Мі Ньо в дитинстві втратила батька, а мама давно їх покинула, тому вона лишилася сама зі своїм братом-близнюком в сиротинці. Подорослішавши, вона стає монахинею при церкві, однак за певних обставин вона підміняє свого брата, що поїхав закордон заради пластичної хірургії, та долучається до гурту A.N.JELL. З часом вона закохується у Хван Тхе Ґьон.
- Чан Гин Сок як Хван Тхе Ґьон[2][4]
  - Кан Су Хван як Хван Тхе Ґьон у дитинстві

Головний вокаліст та гітарист гурту A.N.JELL. Спершу він був категорично проти приєднання нового учасника до їхнього гурту, тому своїми діями ускладнює життя Мі Нам. Однак із часом його ставлення теплішає відносно Мі Нам, а коли Тхе Ґьон дізнається таємницю, що Мі Нам є дівчиною, то він закохується в неї. Крім того він намагається допомогти в пошуках її мами.
- Чон Йон Хва як Кан Сін У[2]

Басист, репер і піаніст гурту A.N.JELL. У нього немає зацікавленості ні до чого, однак коли приєднується Мі Нам до гурт він вперше виявляє свою зацікавленість. Сін У одним із перших дізнається про таємницю Мі Нам та намагається її вберегти від інших. Крім того, він починає закохуватися в Мі Нам, після того як дізнавався, що вона дівчина.
- Лі Хон Ґі як Джеремі[2][5]

Вокаліст і барабанщик гурту A.N.JELL. Він є досить життєрадісним і постійно піднімає настрій учасникам їхнього гурту. З часом, як інші його побратими з гурту, Джеремі починає закохуватися в Мі Нам.

### Другорядні ролі
- Юї як Ю Хе І[2][6]
- Кім Ін Квон як Ма Хун І[2]
- Чхве Ран як Ко Мі Джа
- Кім Сон Рьон як Мо Хва Ран[7]
- Чон Чхан як Ан Сон Чхан
- Чхве Со Ин як Ван «Корді»[2]
- Пе Ки Рін як Са Ю Рі[2]
- Чан Вон Йон як Кім Йон Хо
- Кім Тон Йон як Кім Тон Джун
- Тхе Хван як асистент
- Кім Мін Чхан як танцівник з групи підтримки
- Сон Пьон Сок як головна монахиня
- Чо Хє Йон як членкиня фанклубу гурту A.N.JELL
- Кім Мін Йон як членкиня фанклубу гурту A.N.JELL

### Особлива поява
- Лі Чу Йон і Ю Со Йон як жіночий гурт «Before School»
- Ю Син Хо як покупець у магазині (серія 9)
- О Хі Джун як Ко Мі Нам (серія 15)

## Оригінальні звукові доріжки

### Повний альбом
| You're Beautiful (Original Television Soundtrack) | You're Beautiful (Original Television Soundtrack)        | You're Beautiful (Original Television Soundtrack) | You're Beautiful (Original Television Soundtrack) | You're Beautiful (Original Television Soundtrack) | You're Beautiful (Original Television Soundtrack) |
| #                                                 | Назва                                                    | Автор слів                                        | Автор музики                                      | Виконавець                                        | Тривалість                                        |
| ------------------------------------------------- | -------------------------------------------------------- | ------------------------------------------------- | ------------------------------------------------- | ------------------------------------------------- | ------------------------------------------------- |
| 1.                                                | «Still» (여전히)                                         | Кім Че Ян                                         | Хан Сон Хо, Mr. Big                               | Лі Хон Ґі (F.T. Island)                           | 3:50                                              |
| 2.                                                | «Coming Down from Heaven» (하늘에서 내려와)              | Хан Сон Хо, Rhymer                                | Хан Сон Хо, Rhymer                                | Miss $, О Вон Бін                                 | 3:06                                              |
| 3.                                                | «Without Words» (말도 없이)                              | Хан Син Хо                                        | Хан Сон Хо                                        | 9th Street                                        | 4:05                                              |
| 4.                                                | «Lovely Day»                                             | Кім Че Ян                                         | Кім Чін Джу, Кім Че Ян                            | Пак Сін Хє                                        | 3:20                                              |
| 5.                                                | «Promise (feat. Чон Йон Хва)» (약속 (Feat. 정용화))      | Хан Сон Хо                                        | Хан Сон Хо                                        | Лі Хон Ґі (F.T. Island)                           | 3:42                                              |
| 6.                                                | «My Heart Is Calling» (가슴이 욕해)                      | Хан Син Хун                                       | Хан Сон Хо                                        | Кім Тон Ук                                        | 4:08                                              |
| 7.                                                | «Without Words» (말도 없이)                              | Хан Син Хун                                       | Хан Сон Хо                                        | Пак Сін Хє                                        | 4:07                                              |
| 8.                                                | «Still» (여전히)                                         | Кім Че Ян                                         | Хан Сон Хо, Mr. Big                               | A.N.JELL                                          | 3:50                                              |
| 9.                                                | «Promise» (약속)                                         | Хан Сон Хо                                        | Хан Сон Хо                                        | A.N.JELL                                          | 3:41                                              |
| 10.                                               | «Without Words — Piano Version» (말도 없이 (Ver. Piano)) | Хан Син Хун                                       |                                                   | Різні виконавці (Реп: Чон Йон Хва, Mr. Big Daddy) | 4:03                                              |
| 11.                                               | «Still — Bossa Version» (여전히 (Ver. Bossa))            | Кім Че Ян                                         |                                                   | Різні виконавці (Реп: Чон Йон Хва, Mr. Big Daddy) | 2:09                                              |

| You're Beautiful (Original Television Soundtrack), Part 2 | You're Beautiful (Original Television Soundtrack), Part 2 | You're Beautiful (Original Television Soundtrack), Part 2 | You're Beautiful (Original Television Soundtrack), Part 2 | You're Beautiful (Original Television Soundtrack), Part 2 | You're Beautiful (Original Television Soundtrack), Part 2 |
| #                                                         | Назва                                                     | Автор слів                                                | Автор музики                                              | Виконавець                                                | Тривалість                                                |
| --------------------------------------------------------- | --------------------------------------------------------- | --------------------------------------------------------- | --------------------------------------------------------- | --------------------------------------------------------- | --------------------------------------------------------- |
| 1.                                                        | «Song for a Fool» (바보를 위한 노래)                      | Хан Сон Хо                                                | Хан Сон Хо                                                | Пак Сан У                                                 | 3:22                                                      |
| 2.                                                        | «Without Words» (말도없이)                                | Хан Син Хун                                               | Хан Сон Хо                                                | Чан Гин Сок                                               | 4:03                                                      |
| 3.                                                        | «What to Do» (어떡하죠)                                   | Хан Сон Хо                                                | Хан Сон Хо                                                | Пак Та Є                                                  | 4:45                                                      |
| 4.                                                        | «Good Bye»                                                | Кім Че Ян                                                 | Кім Че Ян                                                 | Чан Гин Сок                                               | 4:18                                                      |
| 5.                                                        | «Lovely Day (Acoustic Ver.)»                              | Кім Че Ян                                                 | Кім Чін Джу, Кім Че Ян                                    | Пак Сін Хє                                                | 2:04                                                      |
| 6.                                                        | «What to Do (Inst.)» (어떡하죠 (Inst.))                   |                                                           | Хан Сон Хо                                                | Хан Сон Хо (Беквокал: Чон Кин Хва (Weeky1), Кім Хьон А)   | 2:18                                                      |
| 7.                                                        | «Good Bye (Inst.)»                                        |                                                           | Кім Че Ян                                                 | Кім Че Ян (Беквокал: Чон Кин Хва (Weeky1), Кім Хьон А)    | 2:00                                                      |
| 8.                                                        | «Song for a Fool (Inst.)» (바보를 위한 노래 (Inst.))      |                                                           | Хан Сон Хо                                                | Хан Сон Хо (Беквокал: Чон Кин Хва (Weeky1), Кім Хьон А)   | 3:19                                                      |

### Лімітована режисерська версія альбому з 2011
| I Find You Very Beautiful, Диск 1 | I Find You Very Beautiful, Диск 1                         | I Find You Very Beautiful, Диск 1 | I Find You Very Beautiful, Диск 1 | I Find You Very Beautiful, Диск 1 | I Find You Very Beautiful, Диск 1 |
| #                                 | Назва                                                     | Автор слів                        | Автор музики                      | Виконавець                        | Тривалість                        |
| --------------------------------- | --------------------------------------------------------- | --------------------------------- | --------------------------------- | --------------------------------- | --------------------------------- |
| 1.                                | «Still» (여전히)                                          | Хан Сон Хо, Mr. Big               | Кім Че Ян                         | Лі Хон Ґі                         | 3:50                              |
| 2.                                | «Without Words» (말도 없이)                               | Хан Сон Хо                        | Хан Син Хун                       | 9th Street                        | 4:05                              |
| 3.                                | «Lovely Day»                                              | Кім Чін Джу, Кім Че Ян            | Кім Че Ян                         | Пак Сін Хє                        | 3:20                              |
| 4.                                | «My Heart Is Calling» (가슴이 욕해)                       | Хан Сон Хо                        | Хан Син Хун                       | Кім Тон Ук                        | 4:08                              |
| 5.                                | «Promise» (약속)                                          | Хан Сон Хо                        | Хан Сон Хо                        | A.N.JELL                          | 3:41                              |
| 6.                                | «Song for a Fool» (바보를 위한 노래)                      | Хан Сон Хо                        | Хан Сон Хо                        | Пак Сан У                         | 3:22                              |
| 7.                                | «Without Words — Piano Version» (말도 없이 (피아노 버전)) |                                   |                                   | Хан Син Хун                       | 4:03                              |
| 8.                                | «Still — Bossa Version» (여전히 (보사노바 버전))          |                                   |                                   | Кім Че Ян                         | 2:09                              |
| 9.                                | «Blue Sky»                                                |                                   |                                   | Пак Се Джун                       | 2:21                              |
| 10.                               | «Dark Angel»                                              |                                   |                                   | Пак Се Джун                       | 2:12                              |
| 11.                               | «Over Driver»                                             |                                   |                                   | Пак Се Джун                       | 2:05                              |
| 12.                               | «The Last Day»                                            |                                   |                                   | Кім Тон Хьок                      | 2:10                              |
| 13.                               | «What to Do» (어떡하지)                                   |                                   |                                   | Inyum                             | 1:49                              |

| I Find You Very Beautiful, Диск 2 | I Find You Very Beautiful, Диск 2                        | I Find You Very Beautiful, Диск 2 | I Find You Very Beautiful, Диск 2 | I Find You Very Beautiful, Диск 2 | I Find You Very Beautiful, Диск 2 |
| #                                 | Назва                                                    | Автор слів                        | Автор музики                      | Виконавець                        | Тривалість                        |
| --------------------------------- | -------------------------------------------------------- | --------------------------------- | --------------------------------- | --------------------------------- | --------------------------------- |
| 1.                                | «Without Words» (말도없이)                               | Хан Сон Хо                        | Хан Син Хун                       | Чан Гин Сок                       | 4:03                              |
| 2.                                | «Still» (여전히)                                         | Хан Сон Хо, Mr. Big               | Кім Че Ян                         | A.N.JELL                          | 3:50                              |
| 3.                                | «Promise (feat. Чон Йон Хва)» (약속 (Feat. Чон Йон Хва)) | Хан Сон Хо                        | Хан Сон Хо                        | Лі Хон Ґі                         | 3:42                              |
| 4.                                | «What to Do» (어떡하죠)                                  | Хан Сон Хо                        | Хан Сон Хо                        | Пак Та Є                          | 4:45                              |
| 5.                                | «Good Bye»                                               | Кім Че Ян                         | Кім Че Ян                         | Чан Гин Сок                       | 4:18                              |
| 6.                                | «Lovely Day (Acoustic Version)»                          | Кім Чін Джу, Кім Че Ян            | Кім Че Ян                         | Пак Сін Хє                        | 2:04                              |
| 7.                                | «Coming Down from Heaven» (하늘에서 내려와)              |                                   | Хан Сон Хо, Rhymer                | О Вон Бін, Miss $                 | 3:06                              |
| 8.                                | «Without Words» (말도없이)                               |                                   | Inyum                             | Пак Сін Хє                        | 4:07                              |
| 9.                                | «To Be with U»                                           |                                   |                                   | Inyum                             | 2:35                              |
| 10.                               | «Crazy Night»                                            |                                   |                                   | Кім Тон Хьок                      | 2:48                              |
| 11.                               | «Head-up»                                                |                                   |                                   | Кім Тон Хьок                      | 2:41                              |
| 12.                               | «Where to Go» (어디로 가지)                              |                                   |                                   | Inyum                             | 1:44                              |

### Інші альбоми

#### Сингл з 2009
| You're Beautiful (Original Television Soundtrack) Special | You're Beautiful (Original Television Soundtrack) Special | You're Beautiful (Original Television Soundtrack) Special | You're Beautiful (Original Television Soundtrack) Special | You're Beautiful (Original Television Soundtrack) Special | You're Beautiful (Original Television Soundtrack) Special |
| #                                                         | Назва                                                     | Автор слів                                                | Автор музики                                              | Виконавець                                                | Тривалість                                                |
| --------------------------------------------------------- | --------------------------------------------------------- | --------------------------------------------------------- | --------------------------------------------------------- | --------------------------------------------------------- | --------------------------------------------------------- |
| 1.                                                        | «What to Do» (어떡하죠)                                   | Хан Сон Хо                                                | Хан Сон Хо                                                | Чан Гин Сок                                               | 4:45                                                      |

#### Спеціальний альбом з 2011
| You're Beautiful (Music from Original TV Series) Jang Keun Suk Special | You're Beautiful (Music from Original TV Series) Jang Keun Suk Special | You're Beautiful (Music from Original TV Series) Jang Keun Suk Special | You're Beautiful (Music from Original TV Series) Jang Keun Suk Special | You're Beautiful (Music from Original TV Series) Jang Keun Suk Special | You're Beautiful (Music from Original TV Series) Jang Keun Suk Special |
| #                                                                      | Назва                                                                  | Автор слів                                                             | Автор музики                                                           | Виконавець                                                             | Тривалість                                                             |
| ---------------------------------------------------------------------- | ---------------------------------------------------------------------- | ---------------------------------------------------------------------- | ---------------------------------------------------------------------- | ---------------------------------------------------------------------- | ---------------------------------------------------------------------- |
| 1.                                                                     | «What Should I Do» (어떡하죠)                                          | Хан Сон Хо                                                             | Хан Сон Хо                                                             | Чан Гин Сок                                                            | 4:45                                                                   |
| 2.                                                                     | «Good Bye»                                                             | Хан Сон Хо, Mr. Big                                                    | Кім Че Ян                                                              | Чан Гин Сок                                                            | 4:18                                                                   |
| 3.                                                                     | «Without Words» (말도없이)                                             | Хан Син Хун                                                            | Хан Сон Хо                                                             | Чан Гин Сок                                                            | 4:03                                                                   |
| 4.                                                                     | «Promise» (약속)                                                       | Хан Сон Хо                                                             | Хан Сон Хо                                                             | A.N.JELL                                                               | 3:41                                                                   |
| 5.                                                                     | «Still» (여전히)                                                       | Кім Че Ян                                                              | Кім Че Ян                                                              | A.N.JELL                                                               | 3:50                                                                   |

## Рейтинги
Найнижчі рейтинги позначені синім кольором, а найвищі — червоним кольором.
| Серія            | Дата показу       | Середнє значення кількості переглядів | Середнє значення кількості переглядів | Середнє значення кількості переглядів | Середнє значення кількості переглядів |
| Серія            | Дата показу       | TNmS                                  | TNmS                                  | AGB Nielsen                           | AGB Nielsen                           |
| Серія            | Дата показу       | Загальнонаціональні                   | Сеул                                  | Загальнонаціональні                   | Сеул                                  |
| ---------------- | ----------------- | ------------------------------------- | ------------------------------------- | ------------------------------------- | ------------------------------------- |
| 1                | 7 жовтня 2009     | 10,8 %                                | 11,6 %                                | 9,2 %                                 | 9,7 %                                 |
| 2                | 8 жовтня 2009     | 9,6 %                                 | 10,2 %                                | 7,6 %                                 | 8,0 %                                 |
| 3                | 14 жовтня 2009    | 8,3 %                                 | 8,5 %                                 | 7,5 %                                 | 8,1 %                                 |
| 4                | 15 жовтня 2009    | 8,9 %                                 | 9,4 %                                 | 7,7 %                                 | 7,9 %                                 |
| 5                | 21 жовтня 2009    | 9,0 %                                 | 9,2 %                                 | 8,4 %                                 | 8,5 %                                 |
| 6                | 22 жовтня 2009    | 10,0 %                                | 10,2 %                                | 8,9 %                                 | 9,4 %                                 |
| 7                | 28 жовтня 2009    | 9,6 %                                 | 10,2 %                                | 8,6 %                                 | 8,8 %                                 |
| 8                | 29 жовтня 2009    | 9,8 %                                 | 10,3 %                                | 9,0 %                                 | 9,3 %                                 |
| 9                | 4 листопада 2009  | 9,8 %                                 | 10,3 %                                | 9,4 %                                 | 9,6 %                                 |
| 10               | 5 листопада 2009  | 10,0 %                                | 10,5 %                                | 10,8 %                                | 11,6 %                                |
| 11               | 11 листопада 2009 | 11,0 %                                | 11,3 %                                | 10,4 %                                | 10,5 %                                |
| 12               | 12 листопада 2009 | 11,1 %                                | 11,1 %                                | 10,9 %                                | 10,6 %                                |
| 13               | 18 листопада 2009 | 10,6 %                                | 11,1 %                                | 9,1 %                                 | 8,8 %                                 |
| 14               | 19 листопада 2009 | 10,1 %                                | 10,0 %                                | 9,4 %                                 | 9,6 %                                 |
| 15               | 25 листопада 2009 | 10,9 %                                | 11,7 %                                | 9,5 %                                 | 9,6 %                                 |
| 16               | 26 листопада 2009 | 11,9 %                                | 12,2 %                                | 10,3 %                                | 11,0 %                                |
| Середнє значення | Середнє значення  | 10,1 %                                | 10,5 %                                | 9,2 %                                 | 9,4 %                                 |

## Нагороди та номінації
| Рік  | Нагорода                         | Категорія                                                 | Отримувач        | Результат | Примітки |
| ---- | -------------------------------- | --------------------------------------------------------- | ---------------- | --------- | -------- |
| 2009 | Премія SBS драма                 | Топ 10 зірок                                              | Чан Гин Сок      | Перемога  | [ 19 ]   |
| 2009 | Премія SBS драма                 | Нагорода «Нова зірка»                                     | Чон Йон Хва      | Перемога  | [ 19 ]   |
| 2009 | Премія SBS драма                 | Нагорода «Нова зірка»                                     | Лі Хон Ґі        | Перемога  | [ 19 ]   |
| 2009 | Премія SBS драма                 | Нагорода «Нова зірка»                                     | Пак Сін Хє       | Перемога  | [ 19 ]   |
| 2009 | Премія SBS драма                 | Нагорода Netizen за популярність                          | Чан Гин Сок      | Перемога  | [ 19 ]   |
| 2009 | Премія SBS драма                 | Нагорода за майстерність, Кращий актор спеціальної драми  | Чан Гин Сок      | Номінація |          |
| 2009 | Премія SBS драма                 | Нагорода за майстерність, Краща акторка спеціальної драми | Пак Сін Хє       | Номінація |          |
| 2009 | Премія SBS драма                 | Кращий актор другого плану спеціальної драми              | Кім Ін Квон      | Номінація |          |
| 2009 | Премія SBS драма                 | Краща акторка другого плану спеціальної драми             | Чхве Ран         | Номінація |          |
| 2010 | 46-та Премія мистецтв Пексан     | Найкращий режисер                                         | Хон Сон Чхан     | Номінація | [ 20 ]   |
| 2010 | 3-тя Премія корейської драми     | Нагорода за популярність (актори)                         | Чон Йон Хва      | Перемога  | [ 21 ]   |
| 2011 | 7-ма Премія Вибір студентів USTv | Краща закордонна мильна опера                             | «Ти прекрасний!» | Перемога  | [ 22 ]   |

## Ремейки та адаптації
У 2011 році було випущено японський ремейк «Ти прекрасний!» (яп. 美男ですね) на основі південнокорейського серіалу, що виходив на телеканалі TBS, крім того за основами серіалу було створено театральну п'єсу у Японї. У 2012 році серіал було адаптовано у театральний мюзикл, який виконувався у Театрі M при Центрі Седжон, Сеул, з 8 серпня по 9 вересня того року. Також у 2013 році вийшов китайський ремейк Республіки Китай під назвою «Приголомшливі хлопці» на телеканалі FTV.

## Виноски
1. ↑  В англійській версії назва альбому є «I Find You Very Beautiful», де в той же час в корейській мові назва «미남이시네요 Original Soundtrack (음악감독한정판)», яке дослівно перекладається як «You're Beautiful (Original Television Soundtrack) (Music Director's Limited Version)».